# Jean-Antoine Zinnen

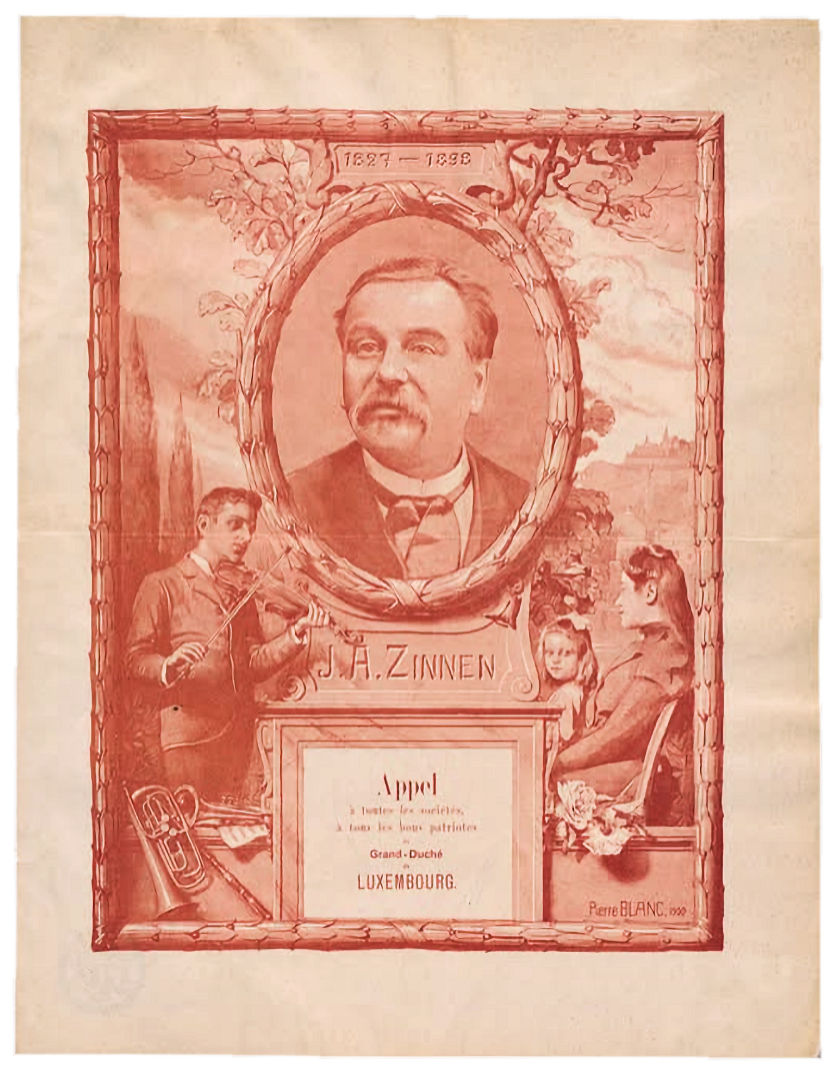
"Appel à toutes les sociétés, à tous les bons patriotes du Grand-Duché de Luxembourg", prent met portret van J.A. Zinnen die werd gebruikt als oproep voor donaties om zijn laatste wens te vervullen: begraven worden in Luxemburg. (Pierre Blanc, 1900)

Johann Anton (Jean-Antoine) Zinnen (Neuerburg, 25 april 1827 – Neuilly-sur-Seine, 16 mei 1898) was een Duits-Luxemburgs muzikant en componist. Hij werd in 1849 genaturaliseerd tot Luxemburger.

## Leven en werk
Jean-Antoine Zinnen, Toni voor intimi, was een zoon van Johann-Baptist Zinnen (1796-1869) en Josépine Marie Anne Bettingen (1796-1833). Hij werd geboren in Neuerburg, dat ruim tien jaar eerder nog Luxemburgs was. Ten tijde van zijn geboorte viel het onder de Rijnprovincie, in het koninkrijk Pruisen. Zijn moeder stierf toen Zinnen vijf jaar oud was. Vader trok daarna met zijn zoon en de dochters Mathilde en Karoline naar Clervaux in het groothertog Luxemburg. Ze verhuisden later naar Diekirch (1834) en Larochette (1837). Vader was een enthousiast blaasmuzikant, hij was oprichter en dirigent van de Philharmonie in Larochette. Ook Jean-Antoine gaf al vroeg blijk van muzikaal talent. Hij bezocht de muziekschool die door zijn vader werd geleid.
Zinnen bezocht het Progymnasium in Diekirch. Hij werd als 15-jarige opgenomen in de militaire kapel van het 1e bataljon van de Luxemburgse afdeling van het leger van de Duitse Bond, dat was gestationeerd in Echternach. Hij werd er binnen vier jaar hoornist 1e klas. Hij was 20 jaar toen hij in 1847 werd benoemd tot dirigent van het 2e jachtbataljon in Diekirch. Vanaf 1852 gaf Zinnen les aan het conservatorium van Luxemburg-Stad, waarvan hij in 1856 directeur werd. Hij leidde in de jaren daarna diverse zang- en muziekclubs in het groothertogdom. In 1863 werd Zinnen benoemd tot ridder in de Orde van de Eikenkroon.  In datzelfde jaar richtte hij met Laurent Menager de Allgemeine Luxemburger Musikverein (later: Union Grand-Duc Adolphe) op, een verbond van Luxemburgse muziekverenigingen. In deze periode sloot hij zich aan bij de Vrijmetselaars, als lid van de 'Loge les Enfants de la Concorde fortifiée'.
De bekendste muziek van Zinnen componeerde hij voor Ons Heemecht (Nederlands: Ons Vaderland), met tekst van Michel Lentz, dat in 1864 voor het eerst werd opgevoerd. Het werd in 1993 het officiële volkslied van Luxemburg. Daarnaast componeerde hij twee operettes, marsen, cantates en liederen, waaronder een Festkantate (1859) ter gelegenheid van de inwijding van de eerste spoorbaan in Luxemburg en een cantate ter gelegenheid van de onthulling van een monument ter nagedachtenis van prinses Amalia (1876). Nadat het conservatorium in 1882 werd gesloten, verhuisde Zinnen naar Neuilly bij Parijs. Hij speelde er in verscheidene orkesten en leidde een Luxemburgs blaasensemble.
Jean-Antoine Zinnen overleed op 71-jarige leeftijd. Zijn lichaam werd twee jaar later bijgezet op de de Cimetière Notre-Dame in Limpertsberg. In 1902 werd een grafmonument op de begraafplaats opgericht. Het monument ontworpen door zijn schoonzoon, architect H. Vildieu, Zinnens portret werd gemodelleerd door Pierre Federspiel.

## Eerbetoon
- 1902: monument op de Cimetière Notre-Dame
- 1927: plaquette aan de Place Guillaume II in Luxemburg-Stad, waar voorheen de stadsmuziekschool was gevestigd
- 1950: uitgave postzegels met het portret van Zinnen door de Luxemburgse Post, ten behoeve van Caritas[12]
- 1977: Gedenksteen met plaquette in Larochette, ter gelegenheid van diens 150e verjaardag[9]
- 1977: plaquette 150 jaar Fanfare Royale Grand Ducale, place Auguste Engel, Luxemburg-Stad
- 1998: uitgave postzegel met de kop van Zinnens grafmonument, ter gelegenheid van diens 100e sterfdag[13]
- 2013: de Luxemburgse herdenkingsmunt van € 2 werd gewijd aan Ons Heemecht, dat toen 20 jaar het nationaal volkslied was
- Plaquettes aan de rue Jean-Pierre-Koppes in Altwies en op de Place des Récollets in Diekirch
- Gedenksteen met plaquette in Neuerburg
- In Dudelange en Luxemburg-Stad werden straten naar Zinnen vernoemd

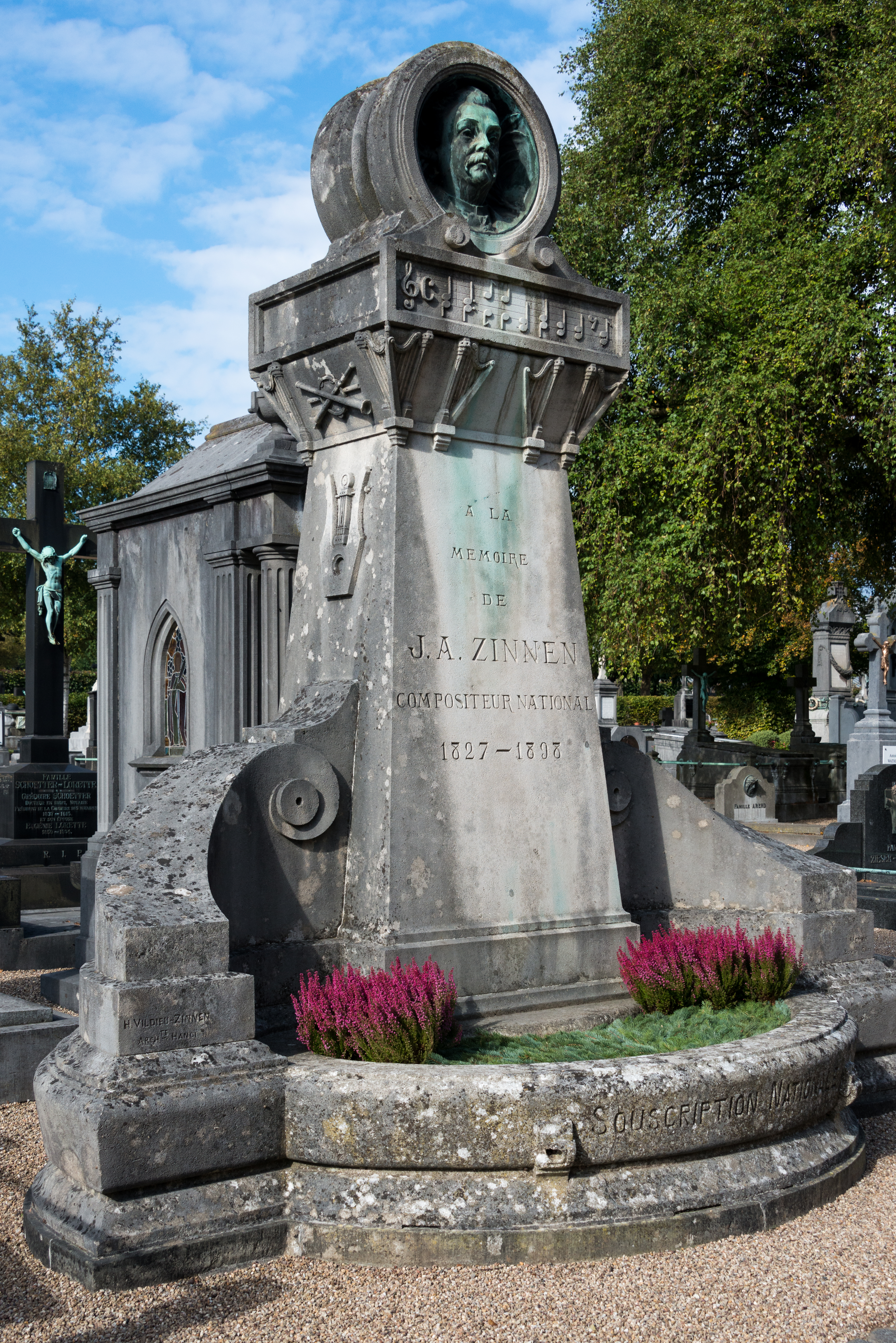
Grafmonument
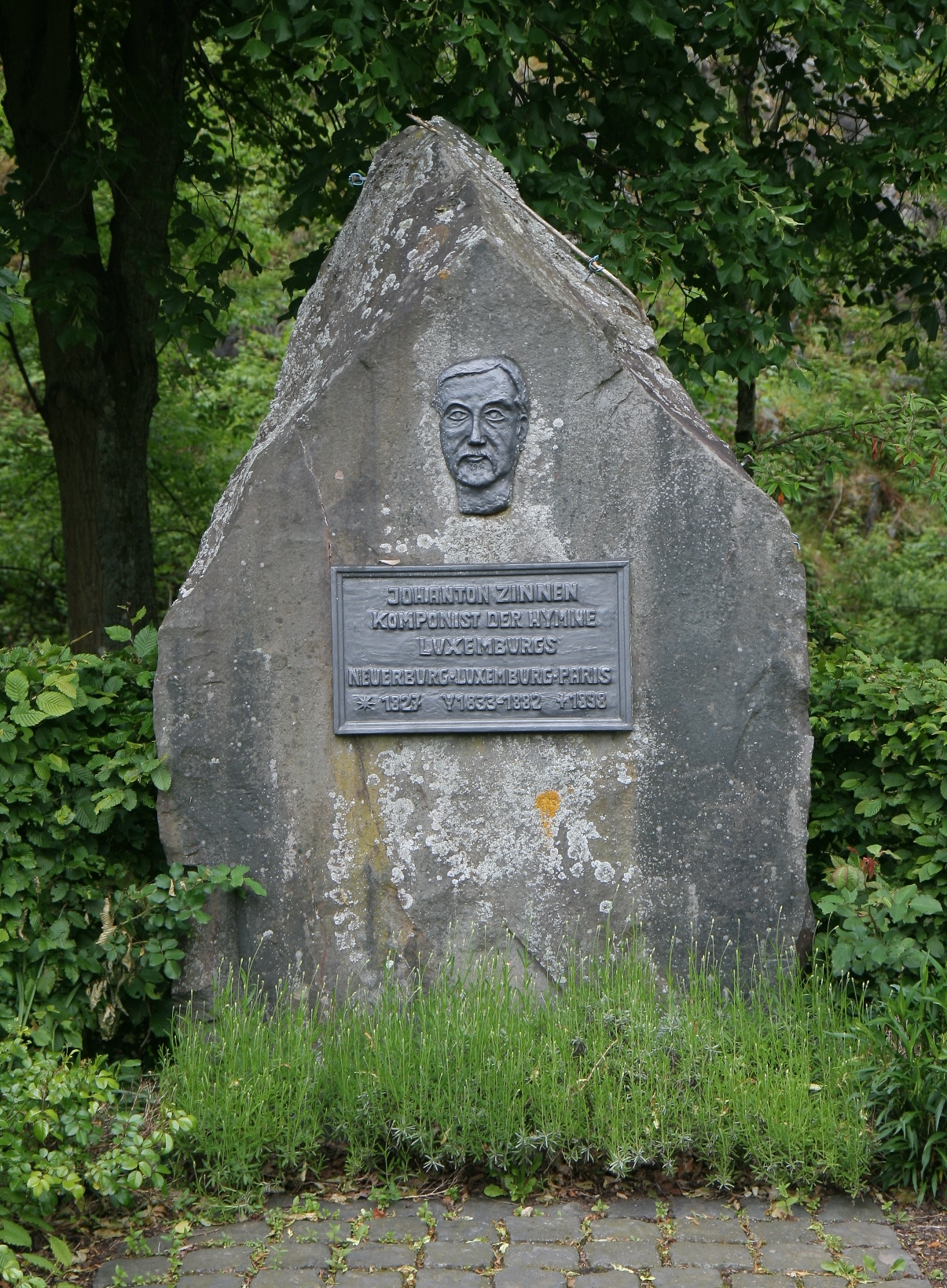
Gedenksteen in Neuerburg
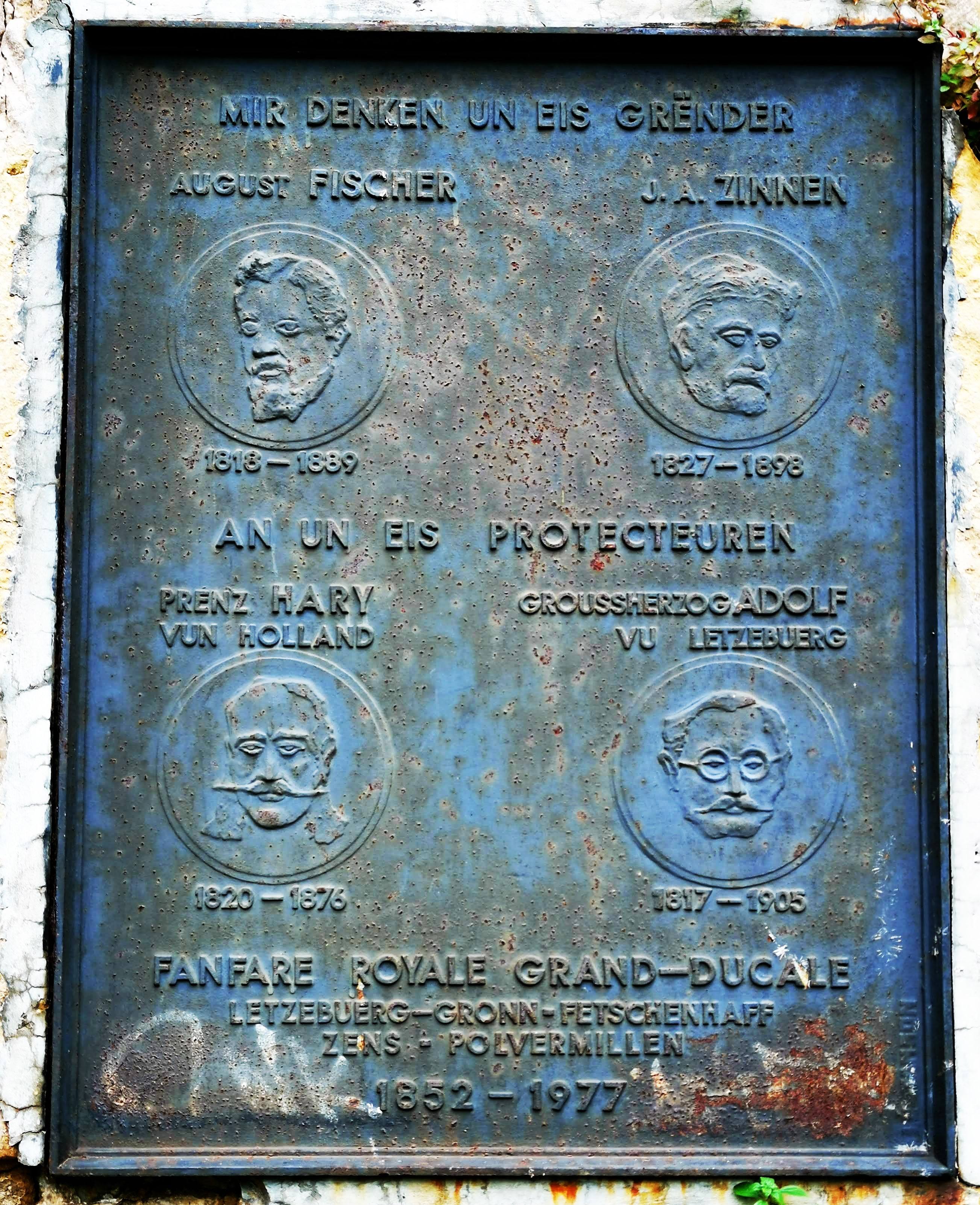
Plaquette Place August Engel, Luxemburg-Stad